# Web Directions East
Web Directions East（ウェブ・ディレクションズ・イースト）は、2004年にオーストラリアから開催された世界的に有名なウェブカンファレンス。日本では2008年11月に初開催され、2009年も11月の開催が決定している。
主催はWeb Directions East事務局。
派生イベントとしてWeb Directions East09 -express-や実践CSS3 & HTML5 with Microformats ワークショップなどがある。

## Web Directionsとは

### 歴史
Web Directionsは「世界中のウェブ業界のエキスパートに出会い、直接指導を受け、インスピレーションを与えられることのできる場所」のコンセプトのもとMaxine SherrinとJohn Allsoppによって企画され、2004年にオーストラリアのシドニーにて参加者200人程度という小規模なカンファレンスとして誕生。それ以降毎年開催され、2007年からはバンクーバーにてWeb Directions Northとして、2008年からは日本にてWeb Directions Eastとして、また2010年にはロンドンにてWeb Directions West/@mediaとして開催されることが決まっている。
- 2004年発足　Web essential　オーストラリアシドニー
- 2005年 Web Essentials オーストラリアシドニー
- 2006年 Web Directions South シドニー
- 2007年 Web Directions North バンクーバー、Web Directions South シドニー
- 2008年 Web Directions North バンクーバー、Web Directions South シドニー、Web Directions East 東京
- 2009年 Web Directions North ボルダー、Web Directions South シドニー、Web Directions East 東京
- 2010年 Web Directions West/@media 6月　ロンドン開催予定
- 2011年 東日本大震災により中止
- 2015年 UX DAYS TOKYOとしてUXカンファレンスを東京で開催

### 人物
John Allsopp
Web Directionsの共同設立者。Style Master（スタイルマスター）の開発者でありmicroformatsの著書を出版している。
Maxine Sherrine
Web Directionsの共同設立者。Style Masterの開発に参加している。

### 概要
Web Directions North
2007年からカナダのバンクーバーにて、2009年はアメリカコロラド州デンバーにて開催。
Web Directions East
2008年から日本にて開催。2009年も開催が決定している。
Web Directions South
2004年からオーストラリアのシドニーにて毎年開催。
Web Directions West/ @media
2010年6月にロンドンで開催予定と発表。

## Web Directions East

### Web Directions East08
2008年11月7日〜9日にベルサール西新宿にて開催。出演したスピーカーは以下の11名。
- Eric Meyer
- Dan Cederholm
- Andy Budd
- Jeremy Keith
- Mike Migurski
- Jeffrey Veen
- Doug Schepers
- 佐々木裕彦
- 長谷川恭久
- 長谷川敦士
- 原一浩

### Web Directions East09
11月11日〜12日にワークショップ、11月13日にカンファレンスとして、東京ベルサール九段での開催が決定している。また2回目の開催を迎える今回は『ITとビジネスを繋げるインスピレーションと創造』をテーマに、「デザイン」に加え、さらに「ビジネス」の2つのトラックで開催される。
既に発表されている主な出演者は以下の通り。
- Andy Clarke（アンディ・クラーク）
- Deborah Schultz（デボラ・シュルツ）